# Tour Rogier
Der Tour Rogier (niederländisch Rogiertoren, deutsch Rogier-Turm) ist ein Wolkenkratzer im Quartier Nord, dem zentralen Geschäftsviertel der belgischen Hauptstadt Brüssel. Er verdankt seinen Namen dem davor liegenden Place Rogier/Rogierplein. Er war früher unter dem Namen Dexia Tower bekannt. Da die Dexia Bank aber im Zuge der globalen Finanzkrise von 2007 bis 2012 zerschlagen wurde, wurde der Name des Turms am 1. März 2012 geändert. Der Besitzer des Gebäudes ist weiterhin die ehemalige Dexia-Bank (nach dem Konkurs als Belfius reorganisiert). Es ist mit 137 Metern eines der höchsten Gebäude in Belgien.

## Geschichte
Der Tour Rogier wurde auf dem Gelände des Centre International Rogier/Internationaal Rogiercentrum gebaut. Der Martini-Turm, der früher das höchste Gebäude in Belgien war und sich auf dem Gelände befand, wurde 2001 für den Bau des Tour Rogier abgerissen. 2002 wurde mit den Bauarbeiten an dem Turm begonnen. 2006 wurde er fertiggestellt und feierlich eröffnet. Es war ursprünglich eine Höhe von 179 Metern vorgesehen, diese Idee wurde aber verworfen, da die Höhe als übertrieben erachtet wurde. Der Tour Rogier ist einer der wenigen Wolkenkratzer in Brüssel dessen Dachfläche nicht horizontal verläuft. Stattdessen bilden drei auf unterschiedliche Höhe geneigte Abschnitte die Turmspitze. Er ist auch weltweit einer der wenigen Wolkenkratzer, dessen Dach komplett aus Glass besteht.
Das Gebäude besitzt 6000 Fenster, davon sind 4200 mit jeweils 12 LED-Lampen ausgestattet. Sie ermöglichen die Schaffung von abstrakten Bildern, wobei jedes Fenster als 'Pixel' dient. Zu besonderen Anlässen oder während der Ferien werden kundenspezifische Displays gezeigt. Aufgrund der Finanzkrise ab 2007 wurde die Beleuchtung des Gebäudes stark reduziert, so wird es stündlich nur noch 10 Minuten beleuchtet.

## Weblinks

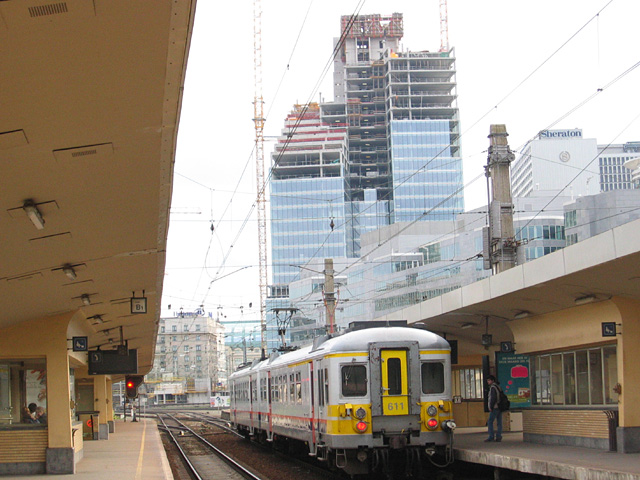
Der Turm während der Bauarbeiten
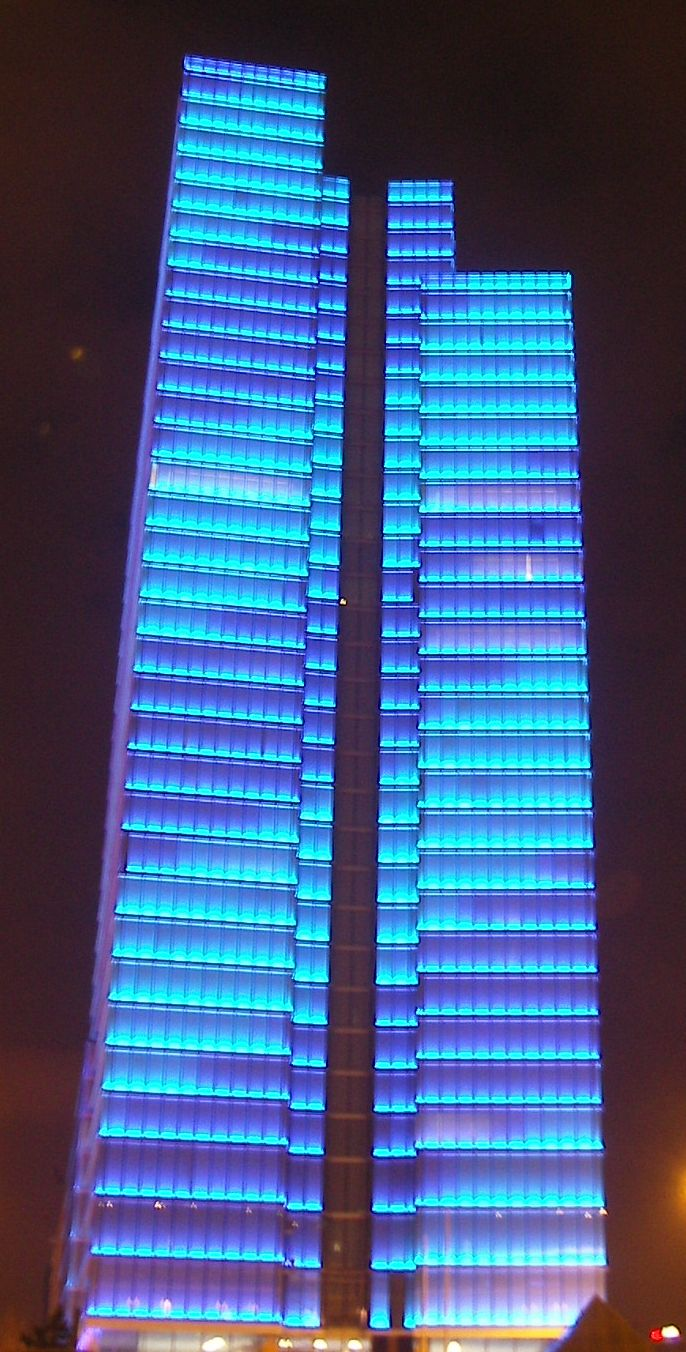
Der Turm bei Nacht